# 대한인쇄문화협회
대한인쇄문화협회는 인쇄문화 진흥을 위한 연구를 목적으로 1973년 9월 12일 설립된 대한민국 문화체육관광부 소관의 사단법인이다. 사무실은 서울특별시 마포구 서교동 352-26 인쇄문화회관 4층에 있다.

## 주요 사업
- 출판문화의 개발과 원료 및 자재의 조사연구
- 해외기술 교류